# Nationalpark Yoboki
Der Yoboki-Nationalpark (Swahili Hifadhi ya Taifa ya Yoboki) ist einer der drei Nationalparks von Dschibuti. Er liegt im Gebiet der Stadt Yoboki in der Hanle-Ebene.
Die Stadt Yoboki wurde 1947 als Militärpoststation der französischen Kolonialverwaltung gegründet.
Zahlreiche Wadis gliedern die Region und es gibt unterirdische, fossile Wasservorkommen. Allerdings hat Überweidung zur Desertifikation geführt.